# Glaphyra tjanschanica
Glaphyra tjanschanica är en skalbaggsart som beskrevs av Plavilstshikov 1959. Glaphyra tjanschanica ingår i släktet Glaphyra och familjen långhorningar.
Artens utbredningsområde är Kazakstan. Inga underarter finns listade i Catalogue of Life.